# Mehrdelan Shahin
Shahin Mehrdelan (persisch شاهین مهردلان; * 21. Juni 1995) ist ein iranischer Leichtathlet, der sich auf das Kugelstoßen spezialisiert hat.

## Sportliche Laufbahn
Erste internationale Erfahrungen sammelte Shahin Mehrdelan bei den Juniorenasienmeisterschaften 2014 in Taipeh, bei denen er disqualifiziert wurde. 2018 belegte er bei den Hallenasienmeisterschaften in Teheran mit neuer Bestleistung von 18,68 m den vierten Platz. Ende August nahm er erstmals an den Asienspielen in Jakarta teil und brachte dort keinen gültigen Versuch zustande. Im Jahr darauf wurde er bei den Asienmeisterschaften in Doha mit 18,71 m Vierter.
2018 wurde Shahin iranischer Meister im Kugelstoßen.

## Persönliche Bestleistungen
- Kugelstoßen: 19,95 m, 1. August 2018 in Teheran
  - Kugelstoßen (Halle): 20,74 m, 9. Januar 2020 in Teheran (iranischer Rekord)